# James Carter (friidrottare)
James Carter, född 7 maj 1978, är en amerikansk friidrottare (häcklöpare). Carter har två gånger blivit fjärde man på 400 meter häck vid OS (både 2000 och 2004). Vid VM i Helsingfors 2005 blev Carter tvåa och tog därmed sin första mästerskapsmedalj. Carters personbästa är 47,43 som han noterade vid VM.